# 松原市

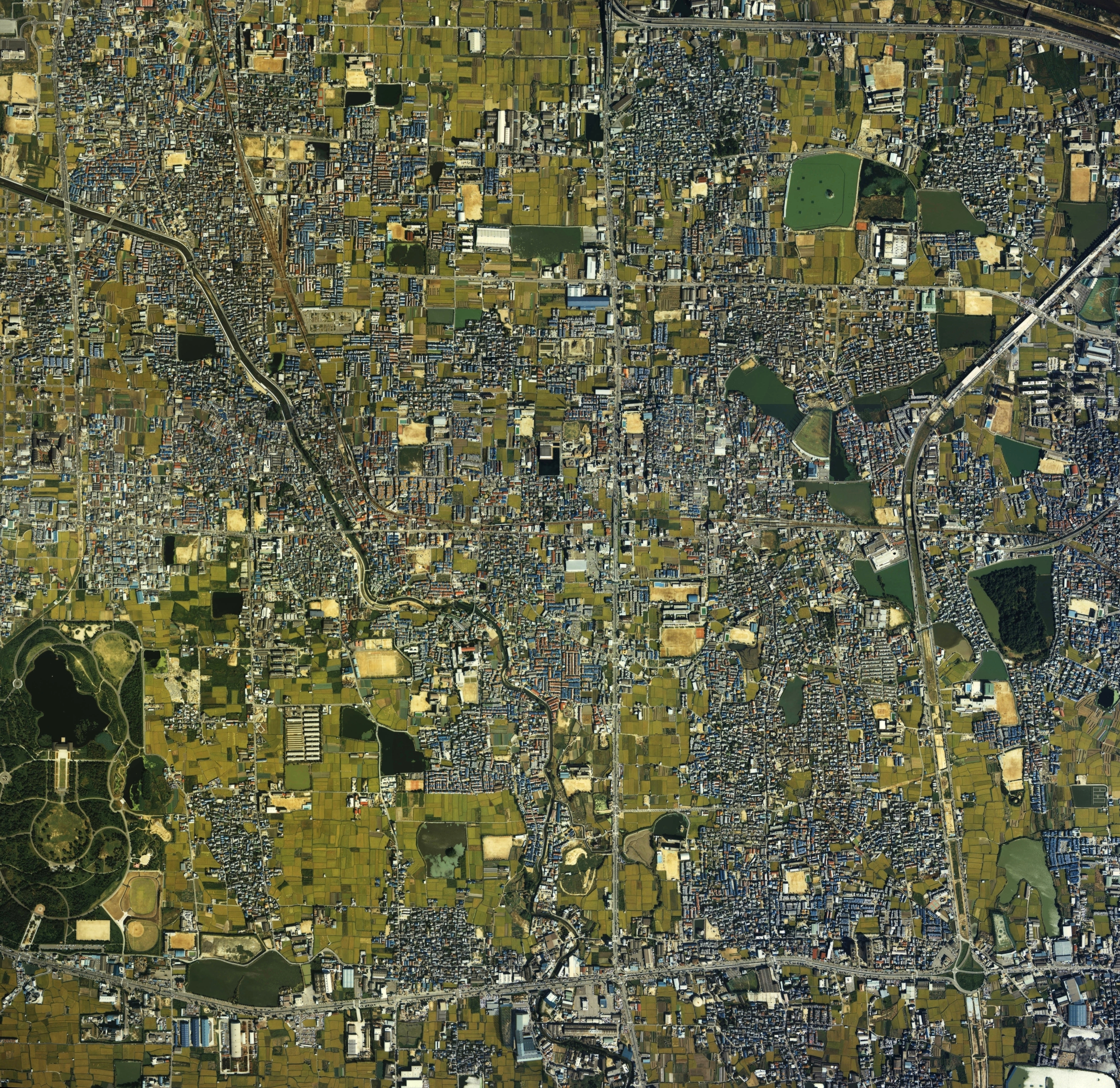
松原市中心部周辺の空中写真。1985年撮影の6枚を合成作成。。

松原市（まつばらし）は、大阪府の南河内地域に位置する市。1955年（昭和30年）市制施行。

## 概要
大阪市と堺市に隣接し、大阪府のほぼ中央に位置することから大阪のへそと呼称される。
飛鳥時代に整備された難波宮から南へ伸びる難波大道と、横大路を介して飛鳥京に至る竹内・長尾街道から構成される日本最古の官道群（古代シルクロードの一部）が市の全域を貫いており、万葉の頃から文化・経済交流において重要な役割を果たした交通の要衝であった。
現在も6車線以上の高速道路しか接続されていない国内唯一のジャンクションである松原ジャンクションが所在し、約16km2の狭い域内に5本の高速道路が走る道の街として日本の交通網の一翼を担っている。

## 地理
現在の大阪府の地域区分では南河内地域に含まれるが、丹南・河合の2大字以外は旧中河内郡の町村である。
大阪府のほぼ中央にあり、大阪市と堺市に隣接しており、大阪市などのベッドタウンとして発展してきた。
- 河川: 大和川、西除川、東除川

### 隣接している自治体・行政区
- 大阪市（住吉区、東住吉区、平野区）
- 堺市（北区、美原区）
- 八尾市
- 藤井寺市
- 羽曳野市

### 人口
2015年（平成27年）国勢調査より前回調査からの人口増減をみると、3.09％減の120,750人であり、増減率は府下43市町村中28位、72行政区域中51位。
| |                                        |  |
| 松原市と全国の年齢別人口分布（2005年） | 松原市の年齢・男女別人口分布（2005年） |  |
| ■紫色 ― 松原市 ■緑色 ― 日本全国 | ■青色 ― 男性 ■赤色 ― 女性              |  |
| 松原市（に相当する地域）の人口の推移 \| 1970年（昭和45年） \| 111,562人 \| \| \| 1975年（昭和50年） \| 132,662人 \| \| \| 1980年（昭和55年） \| 135,849人 \| \| \| 1985年（昭和60年） \| 136,455人 \| \| \| 1990年（平成2年） \| 135,919人 \| \| \| 1995年（平成7年） \| 134,457人 \| \| \| 2000年（平成12年） \| 132,562人 \| \| \| 2005年（平成17年） \| 127,276人 \| \| \| 2010年（平成22年） \| 124,594人 \| \| \| 2015年（平成27年） \| 120,750人 \| \| \| 2020年（令和2年） \| 117,641人 \| \| |                                        |  |
| 総務省統計局 国勢調査より |                                        |  |
| 1970年（昭和45年） | 111,562人                              |  |
| 1975年（昭和50年） | 132,662人                              |  |
| 1980年（昭和55年） | 135,849人                              |  |
| 1985年（昭和60年） | 136,455人                              |  |
| 1990年（平成2年） | 135,919人                              |  |
| 1995年（平成7年） | 134,457人                              |  |
| 2000年（平成12年） | 132,562人                              |  |
| 2005年（平成17年） | 127,276人                              |  |
| 2010年（平成22年） | 124,594人                              |  |
| 2015年（平成27年） | 120,750人                              |  |
| 2020年（令和2年） | 117,641人                              |  |

### 町名
松原市では、一部の区域で住居表示に関する法律に基づく住居表示が実施されている。
| 町名               | 町名の読み     | 設置年月日              | 住居表示実施年月日 | 住居表示実施直前の町名 | 備考 |
| ------------------ | -------------- | ----------------------- | ------------------ | ---------------------- | ---- |
| 丹南一〜六丁目     | たんなん       | 1969年12月1日           | 年月日             |                        |      |
| 岡一〜七丁目       | おか           | 1969年12月1日           | 年月日             |                        |      |
| 新堂一〜五丁目     | しんどう       | 1969年12月1日           | 年月日             |                        |      |
| 立部一〜五丁目     | たつべ         | 1969年12月1日           | 年月日             |                        |      |
| 上田一〜八丁目     | うえだ         | 1966年10月1日（一・二） | 年月日             |                        |      |
| 上田一〜八丁目     | うえだ         | 1969年12月1日（三〜八） | 年月日             |                        |      |
| 阿保一〜七丁目     | あお           | 1966年10月1日           | 年月日             |                        |      |
| 西大塚一・二丁目   | にしおおつか   | 1969年12月1日           | 年月日             |                        |      |
| 柴垣一・二丁目     | しばがき       | 1969年12月1日           | 年月日             |                        |      |
| 田井城一〜六丁目   | たいじょう     | 1966年10月1日（一〜五） | 年月日             |                        |      |
| 田井城一〜六丁目   | たいじょう     | 1979年10月1日（六）     | 年月日             |                        |      |
| 河合一〜六丁目     | かわい         | 1973年7月1日            | 年月日             |                        |      |
| 高見の里一〜六丁目 | たかみのさと   | 1966年10月1日（一・二） | 年月日             |                        |      |
| 高見の里一〜六丁目 | たかみのさと   | 1969年12月1日（三〜六） | 年月日             |                        |      |
| 松ケ丘一〜四丁目   | まつがおか     | 1966年10月1日（一〜三） | 年月日             |                        |      |
| 松ケ丘一〜四丁目   | まつがおか     | 1994年5月9日（四）      | 年月日             |                        |      |
| 天美我堂一〜丁目   | あまみがどう   | 1969年12月1日           | 年月日             |                        |      |
| 天美東一〜九丁目   | あまみひがし   | 1967年10月1日           | 年月日             |                        |      |
| 天美南一〜六丁目   | あまみみなみ   | 1967年10月1日           | 年月日             |                        |      |
| 天美西一〜八丁目   | あまみにし     | 1967年10月1日           | 年月日             |                        |      |
| 天美北一〜八丁目   | あまみきた     | 1967年10月1日           | 年月日             |                        |      |
| 大堀一〜五丁目     | おおぼり       | 1994年5月9日            | 年月日             |                        |      |
| 別所一〜九丁目     | べっしょ       | 1994年5月9日            | 年月日             |                        |      |
| 一津屋一〜六丁目   | ひとつや       | 1994年5月9日            | 年月日             |                        |      |
| 小川一〜六丁目     | おがわ         | 1994年5月9日            | 年月日             |                        |      |
| 若林一・二丁目     | わかばやし     | 1994年5月9日            | 年月日             |                        |      |
| 東新町一〜五丁目   | ひがししんまち | 1973年7月1日            | 年月日             |                        |      |
| 南新町一〜六丁目   | みなみしんまち | 1973年7月1日            | 年月日             |                        |      |
| 北新町一〜六丁目   | きたしんまち   | 1973年7月1日            | 年月日             |                        |      |
| 三宅東一〜七丁目   | みやけひがし   | 1979年10月1日           | 年月日             |                        |      |
| 三宅中一〜八丁目   | みやけなか     | 1979年10月1日           | 年月日             |                        |      |
| 三宅西一〜七丁目   | みやけにし     | 1979年10月1日           | 年月日             |                        |      |
| 西野々一・二丁目   | にしのの       | 1994年5月9日            | 年月日             |                        |      |

## 歴史
- 5世紀頃、反正天皇が「丹比柴籬宮」（たじひしばがきのみや）を置いたとされている（現・松原市上田）。
- 江戸時代には丹南藩の陣屋が置かれていた（現・松原市丹南）。
- 1934年（昭和9年）9月21日 - 室戸台風の暴風雨。三宅小学校、天美小学校、松原小学校の木造校舎が倒壊。児童らが校舎の下敷きとなって死傷者が出る[2]。
- 1955年（昭和30年）2月1日 - 中河内郡松原町・天美町・布忍村・恵我村・三宅村が合併して松原市が発足。大阪府下で21番目の市制施行。
- 1957年（昭和32年）
  - 4月1日 - 南河内郡美原町の一部（大字丹南）を編入。
  - 10月15日 - 南河内郡北八下村の一部（大字河合）を編入。
- 1964年（昭和39年）4月1日 - 大字若林・大堀の一部（大和川右岸の北若林地区）を八尾市に編入。
- 2013年 (平成25年) 11月16日 - セーフコミュニティ国際認証都市となる（大阪府下で初）。

## 行政

澤井宏文市長（2009年就任）

- 市長：澤井宏文（2009年6月17日就任、3期目）

### 歴代市長
| 代   | 氏名       | 就任   | 退任   |
| ---- | ---------- | ------ | ------ |
| 初代 | 保田俊一郎 | 1955年 | 1959年 |
| 2代  | 森井新造   | 1959年 | 1963年 |
| 3代  | 保田俊一郎 | 1963年 | 1967年 |
| 4代  | 長谷川正彦 | 1967年 | 1974年 |
| 5代  | 土橋忠昭   | 1974年 | 2001年 |
| 6代  | 中野孝則   | 2001年 | 2009年 |
| 7代  | 澤井宏文   | 2009年 | 現職   |

### 姉妹都市・提携都市
国内
- 月ヶ瀬村（奈良県）
  - 1985年9月7日友好都市提携
  - ※奈良市編入後は松原市・奈良市月ヶ瀬地区友好交流協議会として残る。

国外
- 台北市文山区（台湾）
  - 2014年9月11日友好都市連携[3]

## 議会

### 市議会
定数は18人。2024年8月28日時点での会派構成は以下の通り。
| 会派名                 | 議席数 | 所属党派     |
| ---------------------- | ------ | ------------ |
| 公明党                 | 4      | 公明党       |
| 日本共産党             | 4      | 日本共産党   |
| まつばら未来           | 4      |              |
| 自由民主党・無所属の会 | 3      | 自由民主党   |
| 大阪維新の会           | 2      | 大阪維新の会 |
| 無所属                 | 1      |              |

### 衆議院
- 選挙区：大阪15区（堺市（美原区）、富田林市、河内長野市、松原市、大阪狭山市、南河内郡）
- 任期：2021年10月31日 - 2025年10月30日
- 投票日：2021年10月31日
- 当日有権者数：390,415人
- 投票率：55.78％

| 当落 | 候補者名   | 年齢 | 所属党派     | 新旧別 | 得票数    | 重複 |
| ---- | ---------- | ---- | ------------ | ------ | --------- | ---- |
| 当   | 浦野靖人   | 48   | 日本維新の会 | 前     | 114,861票 | ○    |
|      | 加納陽之助 | 41   | 自由民主党   | 新     | 67,887票  | ○    |
|      | 為仁史     | 72   | 日本共産党   | 新     | 29,570票  |      |

## 経済

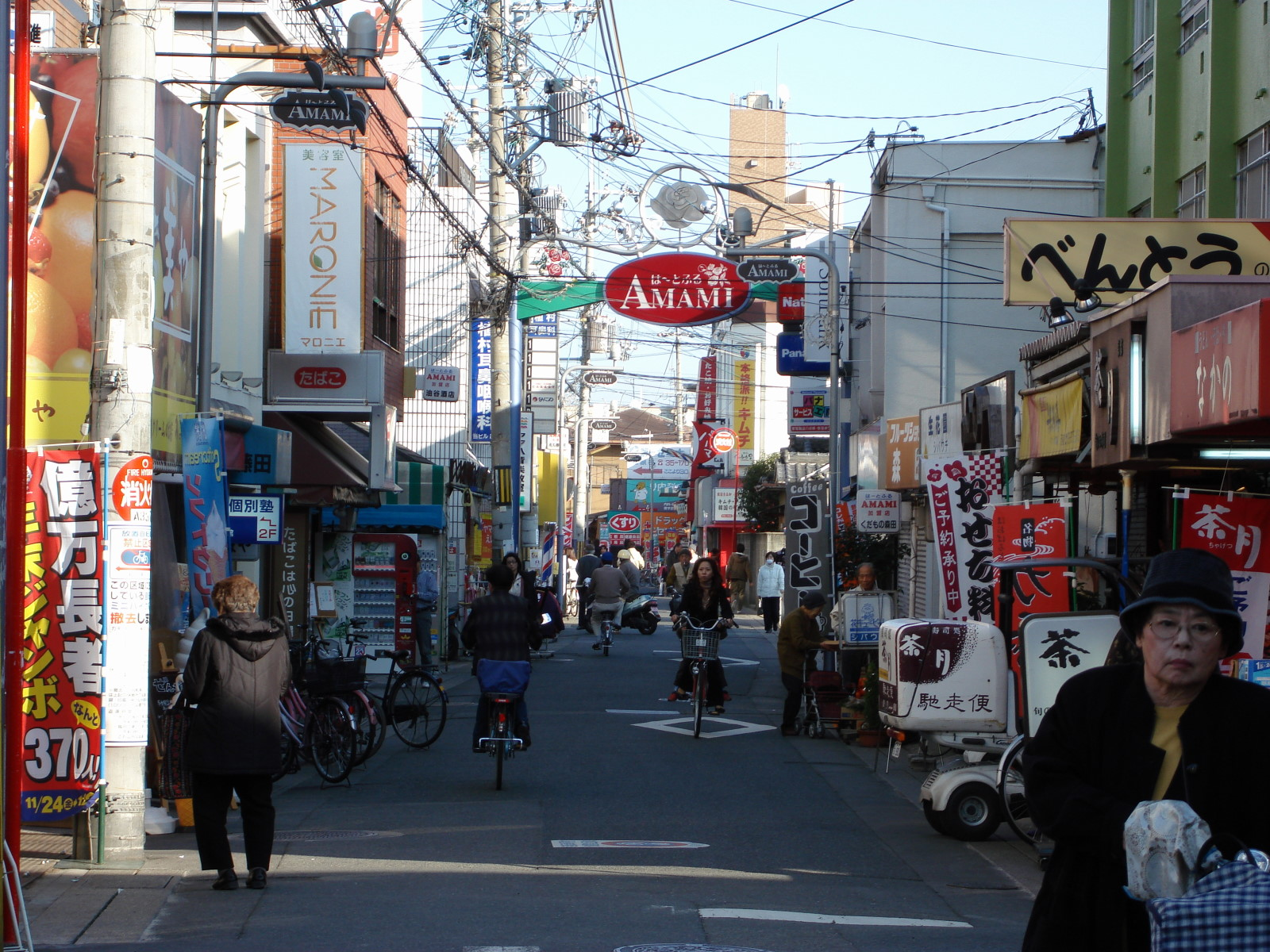
天美駅前東商店会（ハートフルAMAMI）

### 金網工業
現在、松原市内で金網業を営む事業所は、約50軒で、編目が極めて細かいハイメッシュのステンレス製金網の製造者が多く、平織、綾織等の織金網を中心に溶接金網、コンベア金網、クリンプ金網など各種産業で利用されている。市役所のエントランスホールには地場産業のPRを目的に、ウジェーヌ・ドラクロアによって描かれた「民衆を導く自由」を金網で織り上げた大壁画が飾られている。

### 真珠製核業
松原の地域産業のひとつに、真珠製核業がある。現在製核業者は三宅、別所、大堀地区に分布し市の北東部に位置している。市内の製核業者は14件で、現存するものでは1947年（昭和22年）創業の事業所が最も古く、7割強の事業所が昭和30年代にかけて創業されている

### 印材業
水牛や象牙等の材料から加工された印材に名前を彫刻することによって印鑑が完成する。代表的な水牛の印材についてみると、生産量で全国のトップが松原市であり、現在印材製造会社が13軒ある。。

### 松原市に本社を置く企業
- ハウスフリーダム - 不動産業（上場企業）
- 近商ストア - 近鉄系スーパー
- 藤本製薬 - 医薬品の製造・販売・輸出入
- 合通カシロジ - 運送業
- 幸南食料 - 米穀卸・精米
- コーマ - ソックスの製造販売
- ワールドダイブ - ウェットスーツ・ドライスーツの製造・販売
- 犬印本舗 - マタニティ衣料・用品の製造・販売
- 宇治森徳 - お茶等の製造・販売
- リブウェルヤマザキ - 住設機器・建材等の販売・卸し
- マツバラ金網 - 金網の製造・販売
- アサダメッシュ - 金網の製造・販売

### 松原市に拠点・事業所を置く企業
- 山崎製パン大阪第二工場

### 金融機関
- 三菱UFJ銀行松原支店・天美出張所　※ 松原市指定金融機関
- 三井住友銀行松原支店
- りそな銀行河内松原支店・天美出張所
- 関西みらい銀行松原支店・布忍支店・岡出張所
- 池田泉州銀行松原支店
- 徳島大正銀行高見の里支店
- 大阪シティ信用金庫松原支店
- 大阪信用金庫松原支店・天美支店
- 成協信用組合松原支店・天美支店
- 大同信用組合松原支店

※ 都市銀行は2006年までみずほ銀行も出店していたため、都市銀行全行が市内に店舗を有していた時期がある。また、大阪府に本店を置く地方銀行は2021年現在も全行が市内に出店している。

※ なお、証券会社はアイザワ証券が撤退したため、2017年現在は有人店舗が存在しない。藤井寺市か大阪市阿倍野区・天王寺区の店舗が最寄りの有人店舗となる。

### 日本郵政グループ
（2012年12月現在）
- 日本郵便株式会社

- 松原郵便局（上田） - 集配局。
- 松原駅前郵便局（上田）★
- 松原三宅郵便局（三宅中）
- 松原天美（あまみ）郵便局（天美南）
- 松原天美南郵便局（天美南）
- 松原天美北郵便局（天美北）
- 松原天美西郵便局（天美西）

- 松原天美東郵便局（天美東）★
- 松原別所郵便局（別所）
- 松原高見郵便局（高見の里）★
- 松原新町郵便局（南新町）
- 松原岡郵便局（岡）
- 松原一津屋（ひとつや）郵便局（一津屋）

- ゆうちょ銀行
  - 大阪支店　松原出張所（上田／松原郵便局と併設）（ATMはホリデーサービス実施）
  - 大阪支店　近鉄河内松原駅内出張所（上田）（ATMのみ／ホリデーサービス実施）

その他、各郵便局にATMが設置されており、★印の郵便局ではホリデーサービスを実施。

※ 松原市内各区域の郵便番号は「580-00xx」（松原郵便局の集配担当）となっている。

## 教育

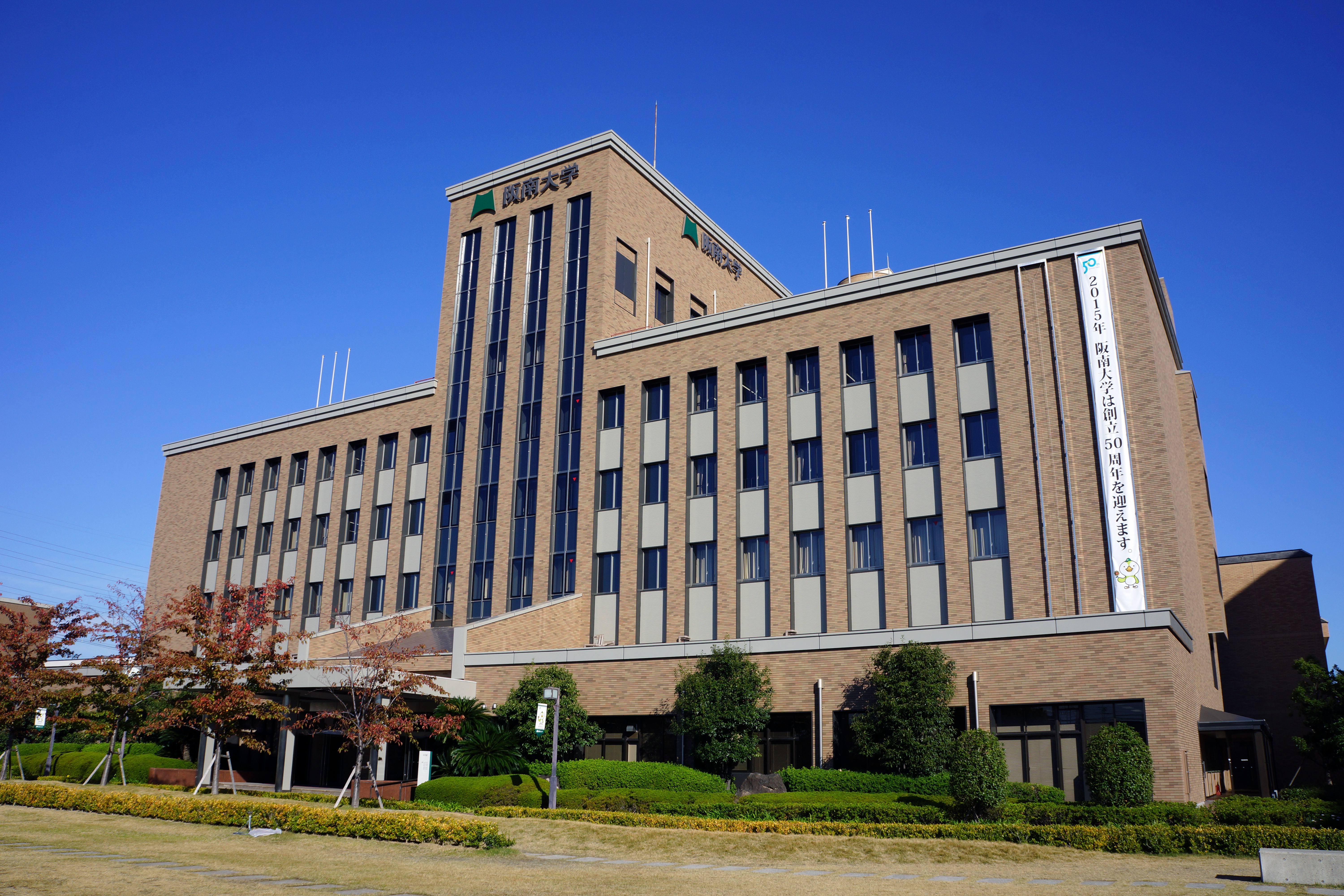
阪南大学

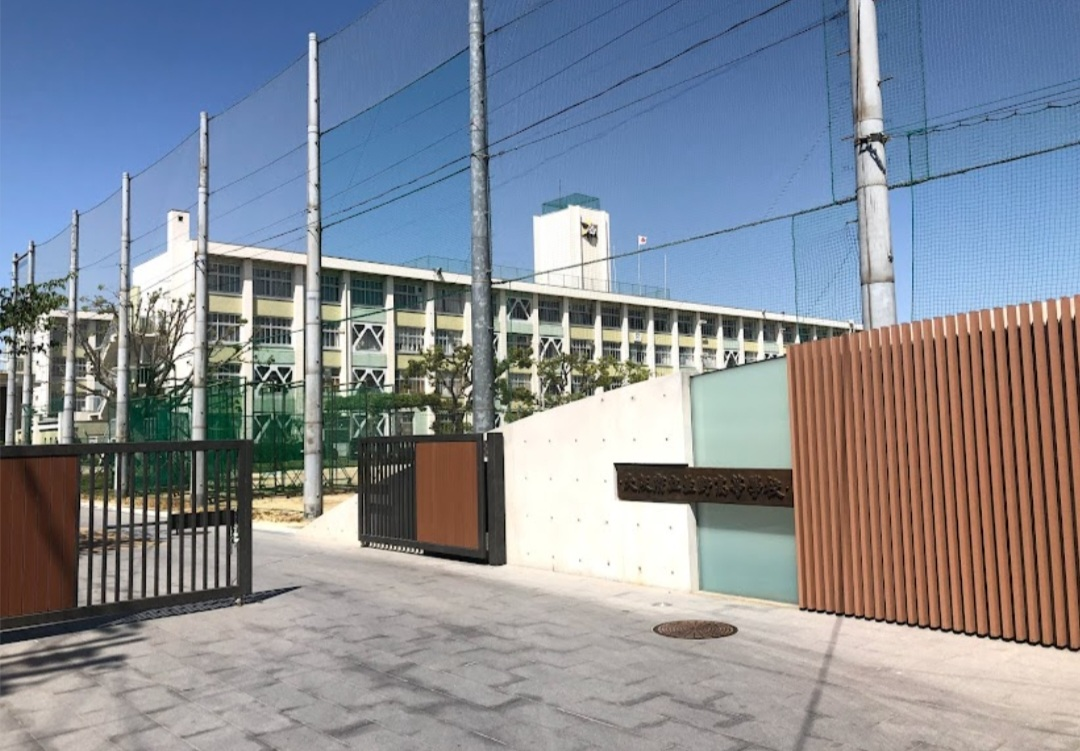
大阪府立生野高等学校

### 大学
私立
- 阪南大学

### 高校
公立
- 大阪府立生野高等学校
- 大阪府立大塚高等学校
- 大阪府立松原高等学校

私立
- 阪南大学高等学校

### 中学校
| - 松原市立松原中学校 - 松原市立松原第二中学校 - 松原市立松原第三中学校 - 松原市立松原第四中学校 | - 松原市立松原第五中学校 - 松原市立松原第六中学校 - 松原市立松原第七中学校 |  |

### 小学校
| - 松原市立松原小学校 - 松原市立松原北小学校 - 松原市立松原南小学校 - 松原市立松原西小学校 - 松原市立松原東小学校 | - 松原市立天美小学校 - 松原市立天美南小学校 - 松原市立天美西小学校 - 松原市立天美北小学校 - 松原市立布忍小学校 | - 松原市立恵我小学校 - 松原市立三宅小学校 - 松原市立中央小学校 - 松原市立河合小学校 - 松原市立恵我南小学校 |

### 幼稚園
公立
- 松原市立松原幼稚園
- 松原市立松原西幼稚園
- 松原市立三宅幼稚園
- 松原市立まつかぜ幼稚園
- 松原市立四つ葉幼稚園 - 天美幼稚園、布忍幼稚園、あまみが丘幼稚園、中央幼稚園を統合。
- 松原市立恵我幼稚園 - 園舎老朽化の為休園。

私立
- 松原ひかり幼稚園
- 美和幼稚園
- 木の実幼稚園
- 星の光幼稚園

## 交通

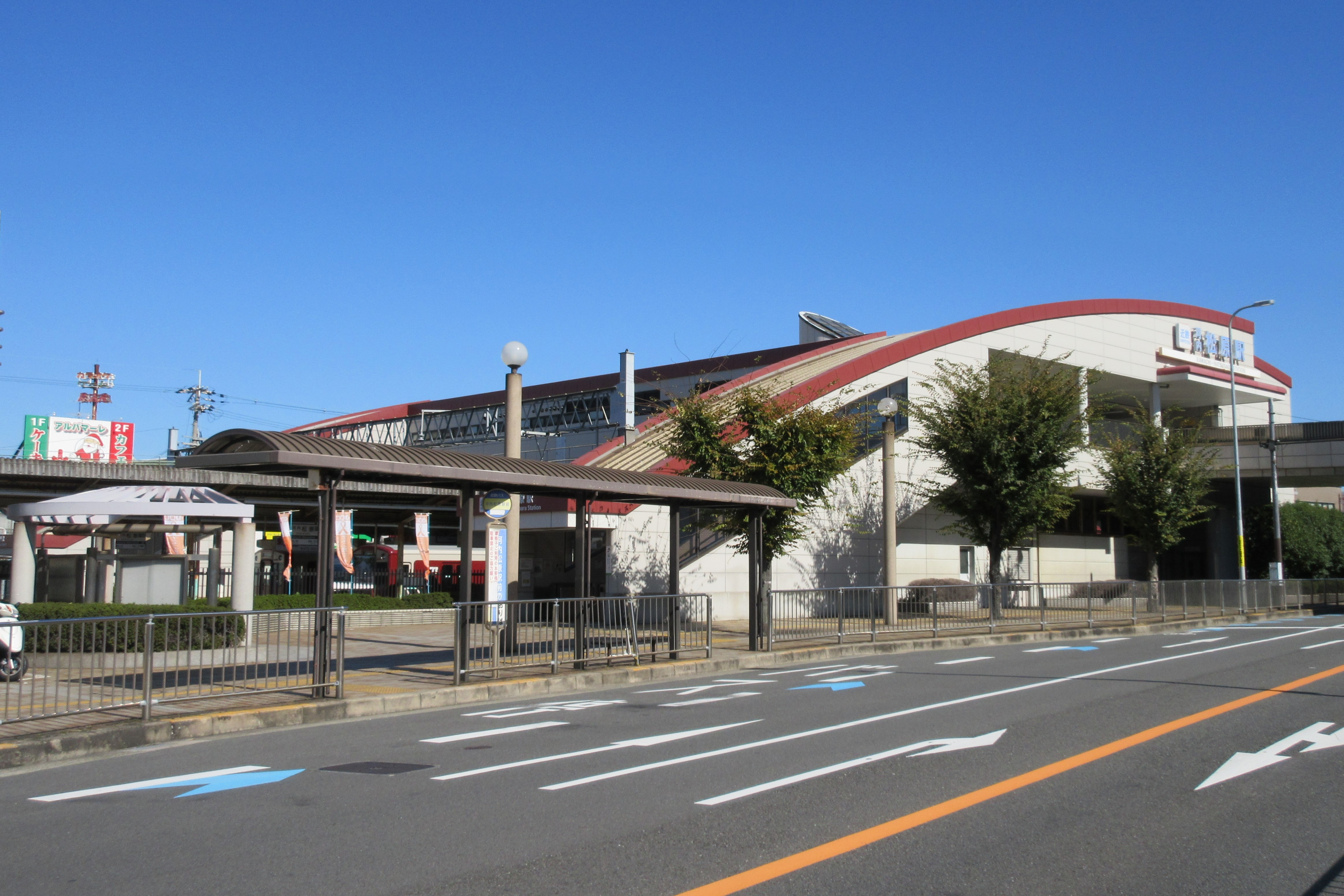
近鉄南大阪線河内松原駅

### 鉄道
近畿日本鉄道
南大阪線：河内天美駅 - 布忍駅 - 高見ノ里駅 - 河内松原駅
中心となる駅：河内松原駅
松原市内の駅ではないが、Osaka Metro 御堂筋線 北花田駅（堺市北区）を利用する市民もいる。

### 路線バス
- 近鉄バス：河内松原駅から市内および隣接各市への路線を運行する。河内松原駅近くに松原営業所がある。（河内天美駅からの路線は2017年3月末日で一度廃止[7]されたが、セブンパーク天美の開業に伴い、2021年11月11日よりセブンパーク天美線が運行を開始し再開した[8]。）
- 南海バス：河内天美駅と河内松原駅に発着。堺東駅・堺駅方面への路線がある。
- 北港観光バス：大和川沿いの天美北から大阪市住吉区のOsaka Metro 御堂筋線 あびこ駅の路線を運行。2016年6月まで日本城タクシーが運行。
- 大阪シティバス：大阪市平野区との境界付近の三宅中と大堀に2路線が通っている。
- ぐるりん号：公共施設循環バス。松原市の自家用バスで運行する（MK観光に委託）。無料。
- 堺市ふれあいバス：堺市のコミュニティバス（2013年6月末日廃止[9]）。堺市との境界付近の南新町に1路線が通っていた。

※堺市の美原公共施設循環バス（みはらふれあい号）は市内に停留所はなかったが、堺市との境界付近の丹南を通っていた（2013年6月末日廃止）。

### 道路
- 高速道路
  - 松原ジャンクション（近畿自動車道・西名阪自動車道・阪和自動車道・阪神高速14号松原線）
  - 阪和自動車道 : 松原ジャンクション - 松原インターチェンジ
  - 阪神高速14号松原線 : 松原ジャンクション - （大阪市） - 三宅ジャンクション - 三宅出入口
  - 阪神高速6号大和川線 : 三宅ジャンクション - 三宅西出入口
- 一般国道
  - 国道309号
- 府道
  - 大阪府道2号大阪中央環状線
  - 大阪府道12号堺大和高田線
  - 大阪府道26号大阪狭山線

## 公共施設等

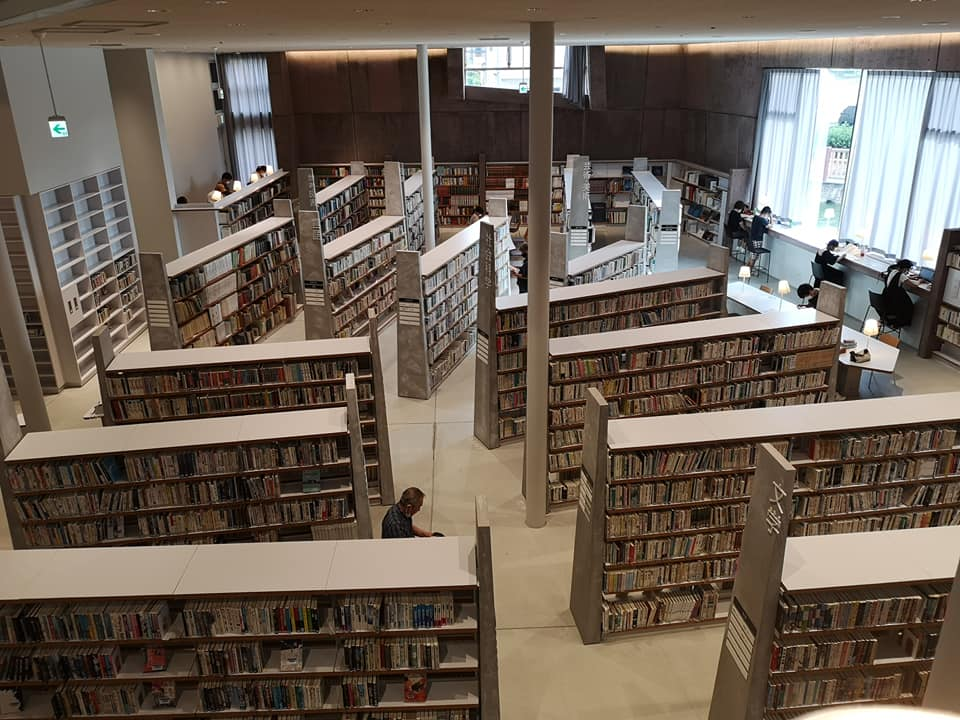
松原市民松原図書館

- 松原市民図書館（組織名）
  - 松原市民松原図書館「読書の森」
  - 松原市民天美西図書館
  - 松原市民天美図書館
  - 松原市民情報ライブラリー
  - 松原市民三宅図書館
  - 松原市民恵我図書館
- 松原市文化会館
- まつばらテラス
- 道夢館
- スポーツパークまつばら

## 市のシンボルとPR活動
- 市の木は「マツ」で、市の花は「バラ」である[10]。あわせて「マツバラ」と言う洒落た発想である。そのためマンホール・各種公共桝にはマツとバラが綺麗にデザインされたもので、平仮名で「まつばら　おすい」と表示されている。
- 市章は松葉を円形にあしらったもので、1955年（昭和30年）2月1日の市制施行にあたって公募で制定された[10]。
- 2010年（平成22年）に、松原市市制55周年を記念して「マツ」と「バラ」をイメージしたゆるキャラ「マッキー」が誕生した[10]。
- 2015年、松原市市制施行60周年を記念して、flumpoolが松原市観光親善大使に就任。[11]
- 2015年、インターネットアニメ「まつばらくん」が市制60周年記念として制作され、ゆるすぎるゆるキャラとして話題になった。監督は岡崎体育の「MUSIC VIDEO」や自主制作アニメ「寿司くん」監督でありバンド「ヤバイTシャツ屋さん」ボーカルの小山拓也、イラストは「寿司くん」作画担当の朝倉チサト。

## 名所・旧跡・観光スポット・祭事・催事
古墳・遺跡

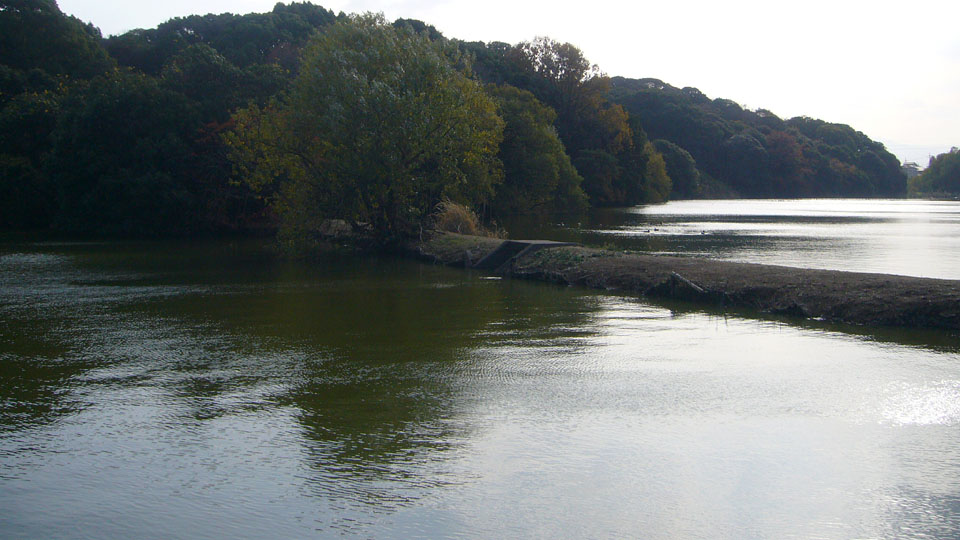
大塚山古墳

- 大塚山古墳 - 河内大塚山古墳、大塚陵墓参考地。
- 河合遺跡 - 古代の官衙跡。

神社
- 柴籬神社（丹比柴籬宮跡）
- 布忍神社
- 我堂八幡宮
- 阿保神社
- 屯倉神社
- 阿麻美許曽神社 - 所在地は大阪市東住吉区。屯倉神社、阿保神社、柴籬神社、布忍神社、我堂八幡宮を含めた6社で「開運松原六社参り」を行っている。
- 屯倉神社
- 河合神社

寺院
- 来迎寺
- 大林寺 - 河内西国霊場第5番。
- 安養寺

その他
- 中山家住宅 - 主屋・寝部屋・瀬戸物蔵・炭蔵綿蔵・長屋・長屋門・湯殿・南蛮蔵・二階蔵・塀・米蔵・二階蔵・本蔵及び裏門が国の登録有形文化財。
- 丹南陣屋跡 - 高木氏が藩主をつとめた丹南藩の陣屋跡地。

## 著名な出身者

### 政治家
- 浦野靖人（政治家）
- 澤井宏文（政治家）
- 徳田毅（政治家）

### 芸能
- 尼川元気（ミュージシャン・flumpoolのメンバー）
- 桂ちきん（落語家）
- 倉田瑠夏（タレント、Booing!!!、元アイドリング!!!）
- 小松江里子（脚本家）
- 阪井一生（ミュージシャン・flumpoolのメンバー）
- 高本彩（元歌手、元Dreamのメンバー）
- TAKUYA∞（ミュージシャン・UVERworldのメンバー）
- つんこ（コスプレイヤー、DJ）
- 出羽良彰（作曲家、ギタリスト）
- 永田まり（タレント）
- 西崎ゴウシ伝説（ミュージシャン・カルメラのメンバー）
- 平石直之（テレビ朝日アナウンサー）
- 山村隆太（ミュージシャン・flumpoolのメンバー）

### スポーツ
- 池本誠知（総合格闘家）
- 伊藤喜智（競艇選手）
- 大滝勇佑（元プロ野球選手　福岡ソフトバンクホークス）
- 小斉祐輔（元プロ野球選手　福岡ソフトバンクホークス → 東北楽天ゴールデンイーグルス）
- 十川孝富（元プロ野球選手　読売ジャイアンツ）
- 中井俊祐（競艇選手）
- 長崎健太郎（ラグビー選手）
- 宮田正直（元プロ野球選手　福岡ダイエーホークス）
- 元砂七夕美（競輪選手）
- 元砂勇雪（競輪選手）
- 橋詰将義（プロボクサー）
- 矢野啓太（プロレスラー）
- 湯川浩司（競艇選手）
- 西矢椛（スケートボーダー　東京オリンピック金メダリスト）

### 実業家・文化人
- 船井幸雄（経営コンサルタント）
- 高岡浩三（実業家）
- 伯井美徳（文部科学審議官）
- 小原聖史（美術作家・ギャラリスト）
- 上原善広（作家）
- 林部香織（フリーアナウンサー）

### ゆかりの人物
- 徳田虎雄（医師、政治家、1973年に後の医療法人徳洲会へ発展する徳田病院を松原市で開業）
- 徳田秀子（薬剤師、徳田虎雄の妻）
- 叶美香（セレブリティ、叶姉妹の妹、出生は西条市）
- 時任三郎（俳優、歌手、出生は東京都）

## 市域の指定・登録文化財

### 国登録有形文化財
- 中山家住宅[12]
- 田中家住宅(高見の里所在)[13]
- 田中家住宅(南新町所在)[14]
- 嶋田家住宅[15]

### 大阪府指定有形文化財
- 来迎寺のいぶき[16]
- 布忍神社本殿 附木片[17]

### 松原市指定有形文化財
- 大林寺木造十一面観音立像[18]
- 布忍神社布忍八景扁額[19]
- 栄久寺紙本墨書教如上人消息[20]
- 西方寺木造阿弥陀如来立像[21]
- 西方寺木造阿弥陀如来立像(旧豊興寺本尊)[22]
- 西方寺木造十一面観音立像[23]
- 来迎寺紙本著色融通念仏縁起絵巻[24]
- 来迎寺木造阿弥陀如来立像(旧西福寺本尊)[25]

### 日本遺産
- 1400年に渡る悠久の歴史を伝える「最古の国道」～竹内街道・横大路（大道）～[26][27]